# Liturgický kalendář

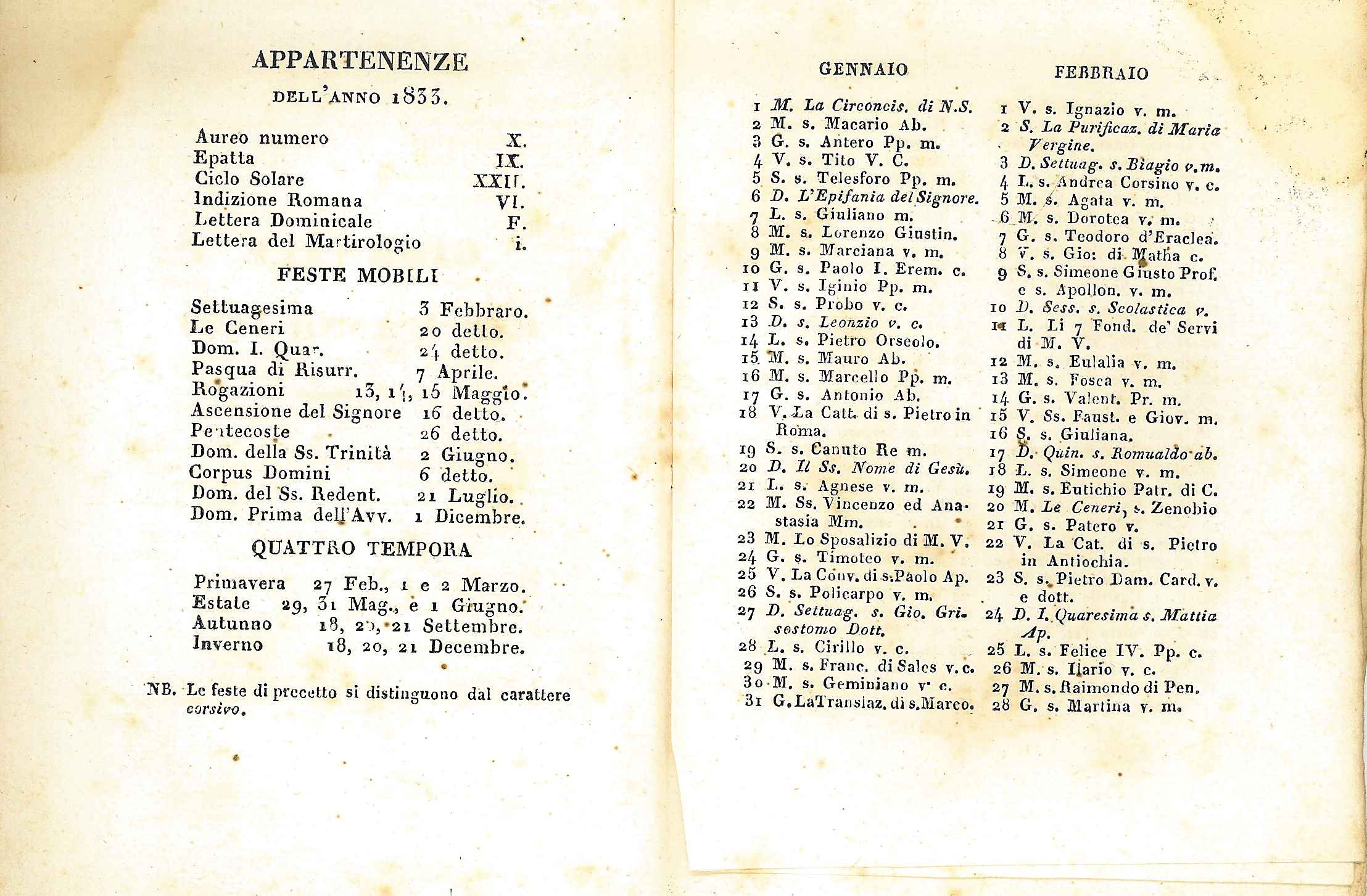
Liturgický kalendář pro rok 1833

Liturgický kalendář je uspořádaný přehled liturgických dnů v rámci liturgického roku se zohledněním dnů v týdnu. Slouží k liturgickým účelům, například pro výběr odpovídajícího liturgického textu nebo určení liturgické barvy. Pro římskokatolickou církev je základem všeobecný římský kalendář, jehož doplněním o další slavnosti, svátky a památky vznikly další liturgické kalendáře pro určitá území (například český liturgický kalendář pro českou a moravskou církevní provincii) nebo katolické řády a řeholní kongregace.